# 風が通り抜ける街へ
「風が通り抜ける街へ」（かぜがとおりぬけるまちへ）は、ZARDの21作目のシングル。

## 背景
8枚目のアルバム『永遠』には2曲とも収録された。アルバムにシングル表題曲とそのカップリング曲がシングルバージョンのまま収録されたのは、2枚目のシングル「不思議ね…」以来6年ぶりとなる。
表題曲は、『'97 Summer JRA』キャンペーン・ソングに使用された（『Music Freak Magazine Vol37』記載）。

## 制作
表題曲と、カップリング曲の作曲担当が織田哲郎と栗林誠一郎である最後のシングル。

### 風が通り抜ける街へ
表題曲の編曲を徳永暁人が初めて担当し、コーラスは村上恭太郎が参加している。
オリジナルカラオケには「I love you」や「I need you」といった、坂井自身のコーラスが入っている。

### 遠い星を数えて
曲名は、岩館真理子の同名の漫画作品に因む
アレンジは、最終的に徳永の仕上げたデモがそのまま採用された。
コーラスはYOKO.Black Stone、大田紳一郎が参加。

## 記録
初登場3位、累計28万枚。「負けないで」以来15作連続オリコン2位以内、累計50万枚突破の記録が4年半ぶりに途絶えた。

## 収録曲
1. 風が通り抜ける街へ
作詞：坂井泉水
作曲：織田哲郎
編曲：徳永暁人
2. 遠い星を数えて
作詞：坂井泉水
作曲：栗林誠一郎
編曲：徳永暁人
3. 風が通り抜ける街へ（オリジナルカラオケ）
4. 遠い星を数えて（オリジナルカラオケ）

## 楽曲の収録アルバム
- 永遠（#1,2）
- ZARD Cruising & Live 〜限定盤ライヴCD〜（#2、ライブバージョン）
- ZARD BLEND II 〜LEAF&SNOW〜（#2）[注釈 3]
- Soffio di vento 〜Best of IZUMI SAKAI Selection〜（#2）
- Brezza di mare 〜dedicated to IZUMI SAKAI〜（#1）
- ZARD Single Collection 〜20TH ANNIVERSARY〜（#1,2）
- ZARD Forever Best 〜25th Anniversary〜（#1,2）